# Oberbüschem
Die Ortschaft Oberbüschem mit etwa 35 Einwohnern ist ein Ortsteil der Gemeinde Lindlar, Oberbergischen Kreis im Regierungsbezirk Köln in Nordrhein-Westfalen (Deutschland). 

## Lage und Beschreibung
Oberbüschem liegt im nördlichen Lindlar nördlich von Hartegasse an der Grenze zu Wipperfürth. Nachbarorte sind Buchholz,  Roderwiese und Unterbüschem. Westlich erhebt sich nahe dem Ort mit 306,1 m der Kolersberg, an dessen Oberbüschem zugewandten Hängen sich der "Campingplatz Oberbüschem" mit mehreren Dauercampingplätzen befindet.
Erreichbar ist Oberbüschem über die L284 über Unterfeld, Oberfeld, Roderwiese bzw. über Hartegasse, Kapellensüng, Unterbüschem.

## Geschichte
Büschem wurde 1318 das erste Mal urkundlich als buchshem erwähnt.
1794 versuchten Eingesessene von Thier Teile der Pfarre Lindlar, vor allem die heute zur Pfarre Süng gehörigen Höfe Buchholz, Roderwiese und Oberbüschem, nach Thier hinüberzuziehen, um dadurch Thier zur Pfarre zu erheben. Dies scheiterte jedoch, da ihnen diese "beunruhigung und aufwiegelung" landesherrlich nach einer Beschwerde des Pfarrers von Lindlar verboten wurde. 
In der "Topographisch-Statistischen Beschreibung der Königlich-Preußischen Rheinprovinz" wurde 1830 vermerkt: "Ober-Büschem mit 50 [Einwohnern]".

## Busverbindungen
Der Ort verfügt über keine Linienbushaltestelle. Nächste Haltestelle ist Unterfeld (ca. 2 km entfernt). Dort verkehrt die Buslinie 332 (OVAG) nach Lindlar, Engelskirchen Bf. und Wipperfürth.